# Nickless

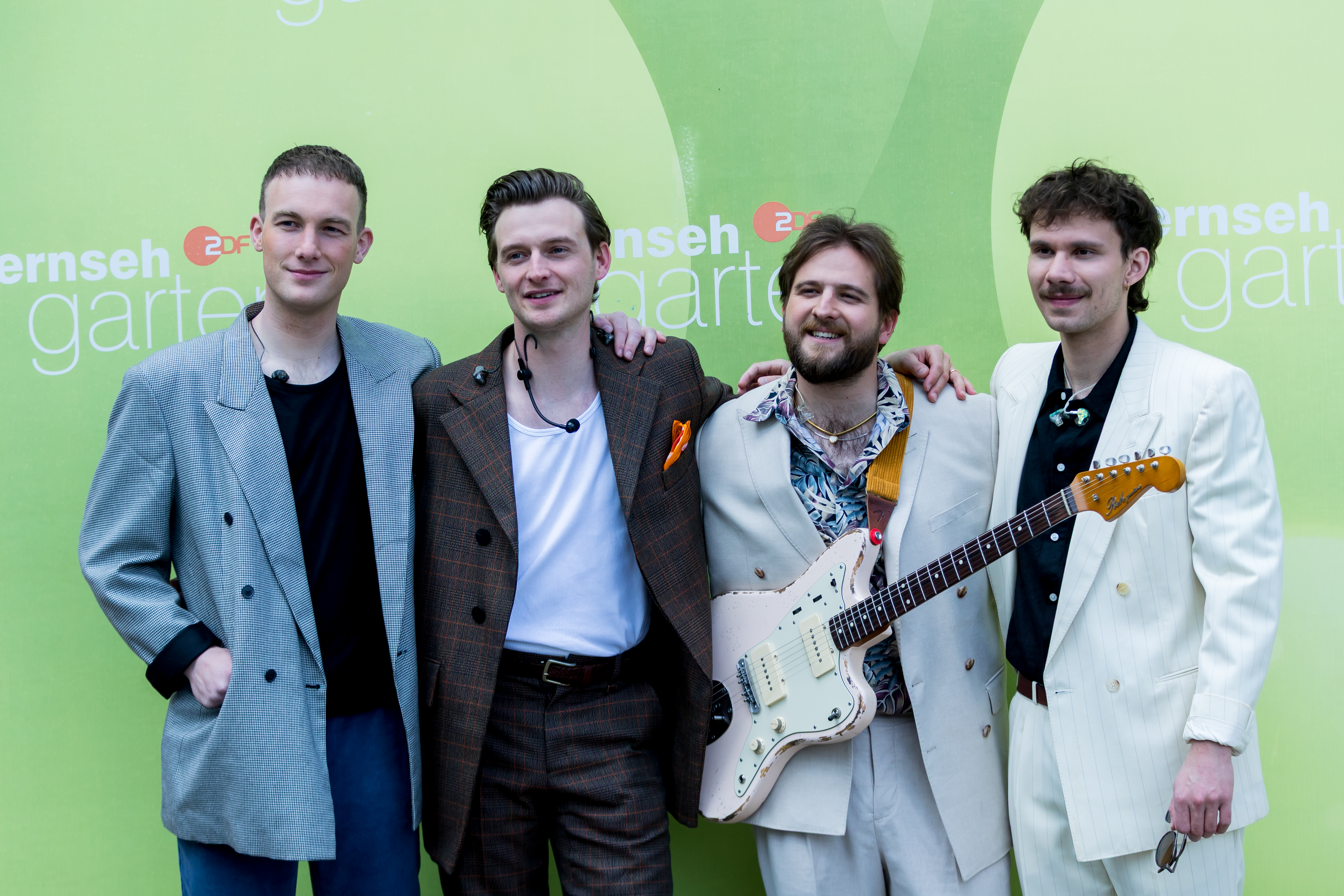
Nickless im ZDF-Fernsehgarten (2025)

Nickless (* 5. Oktober 1995 in Zürich, eigentlich Nicola Kneringer) ist ein Schweizer Musiker. Er macht vor allem als «singender Schlagzeuger» auf sich aufmerksam und hat viele 80er-Einflüsse in seiner Musik.

## Biografie
Nicola Kneringer wuchs in Uetikon am See auf. Mit sieben Jahren begann er Schlagzeug zu spielen, als Achtjähriger hatte er am Züri Fäscht seinen ersten Auftritt. Als Drummer verschiedener Bands sammelte er erste Bühnenerfahrungen.
Mit 14 war Nicola das erste Mal in einem Musikstudio. Mit dem aufgenommenen Song Geschter gewann er mit der Teenieband Klirrfaktor den Swiss Star Contest der Coopzeitung, danach löste sich die Band auf. Nebenbei lernte er Gitarre und Klavier spielen. Ab und zu sang er auch, aber mehr im Background und hinter dem Schlagzeug, da seine Stimme vor dem Stimmbruch noch sehr hoch war. Schon früh begann er eigene Songs und Arrangements zu schreiben. Nach der Sekundarschule besuchte Nicola die Kunst & Sportschule Zürich. 2009 wurde er Schweizer Meister im Schlagzeug in der Kategorie III.
Nach der Schule machte er beim Produzenten Thomas Fessler ein Praktikum als Studioassistent. Mit 16 Jahren begann er eigene Songs zu spielen/singen und wechselte zum Leadsänger und Gitarrist. Er kam mit vielen Bands in Kontakt, unter anderen auch mit 77 Bombay Street: 2012 ging er mit ihnen auf Tournee, damals noch als Nici. In jener Turnhalle sass auch Bastian Baker, der ihn einlud, ihn 2014 auf seiner Tour zu begleiten. Anschliessend an diese Tour gründete Nicola seine Band Nickless.
Im Studio arbeitete Nicola noch ein zweites Jahr als Praktikant und studierte nebenbei Tontechnik. 2013 schloss er das Studium ab, beendete das Praktikum und lebte einige Zeit in London um besser Englisch zu erlernen. Da ihn in London alle «Nicolas» riefen, nannte er sich fortan «Nickless». Ende 2014 erhielt er von Phonag Records GmbH seinen ersten Plattenvertrag. Thomas Fessler produzierte seine erste Single Waiting, die im Februar 2015 erschien. Im Frühjahr 2015 kam sie auf Platz 14 der Schweizer Hitparade. Im Sommer 2015 erschien die zweite Single Looking for Your Love. Waiting wurde am 12. Februar 2016 als Best Hit National bei den Swiss Music Awards 2016 ausgezeichnet. Am 4. März 2016 erschien sein erstes Album Four Years.
2015 trat Nickless im Vorprogramm von Marlon Roudette und Andreas Bourani bei deren Konzerten in Zürich auf und spielte bei verschiedenen Festivals wie dem Zermatt Unplugged und dem Energy Air. Ab 2016 spielte er auch eigene Konzerte und Tourneen in der Schweiz.
2018 erschien sein Album Chapters und er tourte danach 2 Jahre durch die Schweiz.
Nach Corona nahm sich der junge Zürcher eine fast einjährige Bühnenpause und zog sich in sein Tonstudio zurück.
Mit seiner wie von ihm beschriebenen «neu gefundenen Liebe für die Musik» kehrte der singende Schlagzeuger im Jahr 2023 zurück auf die Bildfläche.
Neu bei Universal Music unter Vertrag, veröffentlichte Nickless im selben Jahr die Singles Already Gone, Walking Down the Line und Let You Down. Vor allem Walking Down the Line gewann in den sozialen Medien eine grosse Reichweite und brachte den Sänger wieder mehr ins Gespräch.
Ein wirklicher Neustart gelang Nickless mit der im Jahr 2024 veröffentlichten Single Don’t Stop the Car. Er performte das Lied an den Swiss Music Awards 2024 und das Video davon ging viral.
Nickless spielte 2025 gänzlich ohne optische Tricks sein Schlagzeug für einen Videodreh auf der Oberseite eines fliegenden Heissluftballons. Die Performance ist ganz sicher ein Rekord für den Eintrag in die Guinness World Records.
Nickless schrieb bereits vor Beginn seiner Karriere auch Songs für andere Musiker und tut dies nach wie vor.

## Diskografie
Alben
- Four Years (2016)
- Chapters (2018)
- C’est La Vie, Baby! (EP, 2024)

Lieder
- Waiting (2015)
- Looking for Your Love (2015)
- Princess (2016)
- City (2016)
- Blueberry Eyes (2016)
- Canopy of My Sky (2016)
- Til Schweiger (2016)
- Frozen (2016)
- Clouds (2016)
- Tears (2016)
- Josephine (2016)
- Home (2016)
- All My Life (2017)
- Paris (2019)
- To the Moon and Back (2020)
- Popcorn (2021)
- Julia? (2022)
- Already Gone (2023)
- Walking Down the Line (2023)
- Let You Down (2023)
- Don’t Stop the Car (2024)
- C’est La Vie, Baby! (2024)
- Sugar (2024)

## Auszeichnungen und Nominierungen

### Erhaltene Auszeichnungen
- 2016: Swiss Music Awards – in der Kategorie «Best Hit National» (für Waiting)[10]
- 2016: Schweizer Webvideopreis – in der Kategorie «Music»[11]

### Nominierungen
- 2016: MTV Europe Music Awards – in der Kategorie «Best Swiss Act»[12]
- 2017: Swiss Music Awards – in der Kategorie «Best Breaking Act»[13]
- 2023: Swiss Influencer Awards – in der Kategorie «Music»
- 2024: Swiss Influencer Awards – in der Kategorie «Music»